# Peggy Wood
Peggy Wood (Brooklyn, Nueva York; 9 de febrero de 1892-Stamford, Connecticut; 18 de marzo de 1978) fue una actriz teatral, cinematográfica y televisiva estadounidense nominada al Oscar a la Mejor Actriz de Reparto por la película Sonrisas y lágrimas.

## Carrera
Su verdadero nombre era Mary Margaret Wood, y nació en Brooklyn, Nueva York. Wood pasó casi 50 años en la escena, comenzando en el coro y llegando a ser reconocida como una cantante y estrella del teatro de Broadway. Debutó en el teatro en 1910 en el coro de Naughty Marietta. En 1917, en Maytime, interpretó la canción ‘Will You Remember’. Trabajó en otros varios musicales antes de interpretar a Portia en la versión de 1928 de El mercader de Venecia. A finales de los años 20 y en los 30, interpretó papeles principales en musicales en Londres y Nueva York. En 1941, en el estreno neoyorquino de la obra de Noel Coward Blithe Spirit, interpretó a Ruth Condomine. 

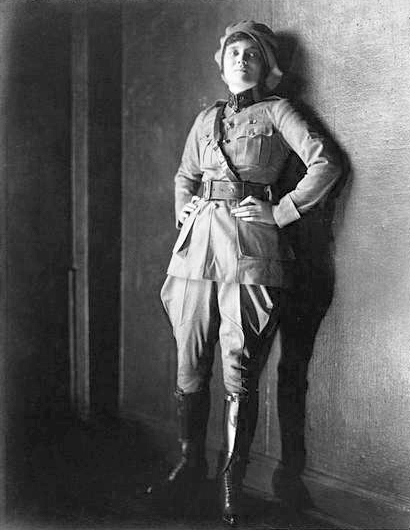
Wood en el musical de Broadway, Buddies en 1919.

Debido a su carrera teatral, Peggy no trabajó demasiado en el cine. Coprotagonizó junto a Will Rogers Handy Andy, y actuó en el film Jalna. También tuvo un cameo en la película de 1937 Ha nacido una estrella, representando a una recepcionista de un estudio cinematográfico.
Entre 1949 y 1957, interpretó a la matriarca Marta Hansen, Mama, en la popular serie de la CBS Mama, basada en la película I Remember Mama. Tras dicha serie, Wood también trabajó en episodios de Zane Grey Theater y en un episodio de The Nurses, junto a Ruth Gates, que también trabajaba en Mama.
Después actuó junto a Imogene Coca en la obra de Broadway The Girls in 509, la cual tuvo un moderado éxito.
Su última actuación en el cine fue como la amable madre abadesa en la película de 1965 The Sound of Music, por la cual recibió una nominación al Oscar. Wood fue doblada en su parte cantada por Margery McKay. 
Peggy Wood también trabajó en la adaptación de la historia bíblica de Ruth, La historia de Ruth.
En 1969 se unió al reparto de la serie de la ABC, One Life to Live, en el papel de Dra. Kate Nolan. 
Su primera autobiografía, How young you look, fue publicada por Farrar and Rinehart en 1941. Una reedición, Arts and flowers, apareció en 1963. También escribió una biografía de John Drew, y fue coautora de una obra llamada Miss Quis y de la novela The Star Wagon. 
Wood recibió numerosos galardones por su trabajo teatral y llegó a presidir la American National Theatre and Academy (ANTA).

## Vida personal

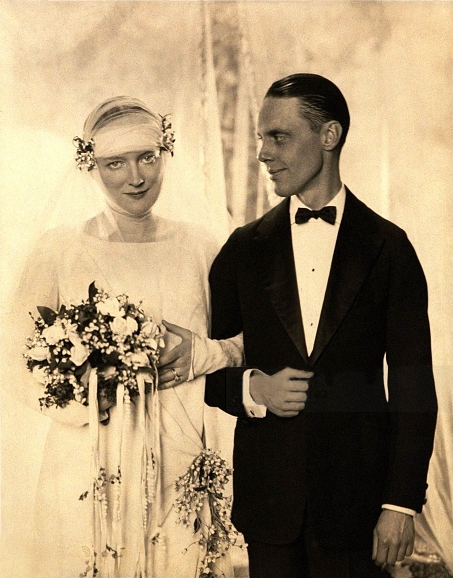
Wood junto a su marido John V.A. Weaver en 1923

Wood estuvo casada en dos ocasiones, y en las dos enviudó. Su primer marido, el poeta y escritor John V.A. Weaver, falleció de tuberculosis a los 44 años, y su segundo marido, William Walling, un ejecutivo del mundo de la edición, falleció en 1973 tras 32 años de matrimonio. Wood falleció por una hemorragia cerebral en Stamford, Connecticut.

## Premios y distinciones
Premios Óscar
| Año  | Categoría               | Película            | Resultado |
| ---- | ----------------------- | ------------------- | --------- |
| 1966 | Mejor actriz de reparto | Sonrisas y lágrimas | Nominada  |